# Cyrtoptyx latipes
Cyrtoptyx latipes is een vliesvleugelig insect uit de familie Pteromalidae. De wetenschappelijke naam is voor het eerst geldig gepubliceerd in 1874 door Camillo Róndani.